# Art Imleach
Art Imleach, figlio di Elim Olfínechta (... – ...), è stato, secondo la leggenda e la tradizione storica irlandese medievale, re supremo d'Irlanda.
Prese il potere uccidendo il suo predecessore, che aveva ucciso il padre di Art, Gíallchad. Regnò 12 o 22 anni prima di essere ucciso in battaglia dal figlio di Gíallchad, Nuadu Finn Fáil. Il Lebor Gabála Érenn sincronizza il suo regno con quelli di Fraorte (665-633 a.C.) e Ciassare (625-585 a.C.) dei Medi. La cronologia di Goffredo Keating data il suo regno dal 777 al 755 a.C., mentre gli Annali dei Quattro Maestri dal 1014 al 1002 a.C.